# Micol
Micol (pronuncia: /miˈkɔl/) è un nome proprio di persona italiano femminile.

## Varianti in altre lingue
- Ceco: Míkol
- Ebraico: מִיכַל (Michal, Mikāl)[2][3]
  - Ipocoristici: Mica[3]
- Greco biblico: Μελχολ (Melchol)[2][3]
- Greco moderno: Μιχάλ (Michal)
- Inglese: Michal[3][4]
- Latino: Michol[2][3]
- Polacco: Mikal
- Portoghese: Mical
- Spagnolo: Mical
- Russo: Мелхола (Melchola)

## Origine e diffusione

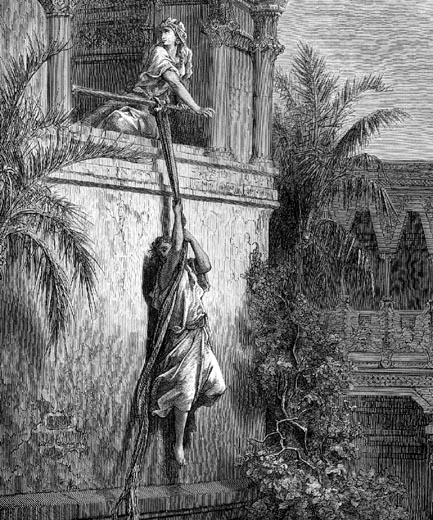
Micol aiuta Davide a fuggire dalla finestra, di Gustave Doré

Riprende con pronuncia sefardita il nome di Mikal, la figlia di Saul che andò sposa a Davide, citata nell'Antico Testamento. L'etimologia del nome, in ebraico מִיכַל (Michal), è dibattuta: secondo alcune fonti potrebbe avere il significato di "ruscello" (lo stesso del nome Brook), mentre altre lo considerano della stessa origine di Michele, ossia un nome teoforico basato sulla domanda retorica "Chi è come Dio?".
La sua diffusione in Italia è scarsa, limitata perlopiù alle comunità ebraiche; per quanto riguarda la sua pronuncia, è registrato sia con l'accento sulla prima sillaba ("Mìcol"), sia sull'ultima ("Micòl"). Va notato che la forma ebraica Michal coincide con la forma ceca e slovacca del nome Michele.

## Onomastico
Micol è un nome adespota, in quanto non esistono sante chiamate così. L'onomastico si festeggia dunque il 1º novembre, giorno di Ognissanti.

## Persone

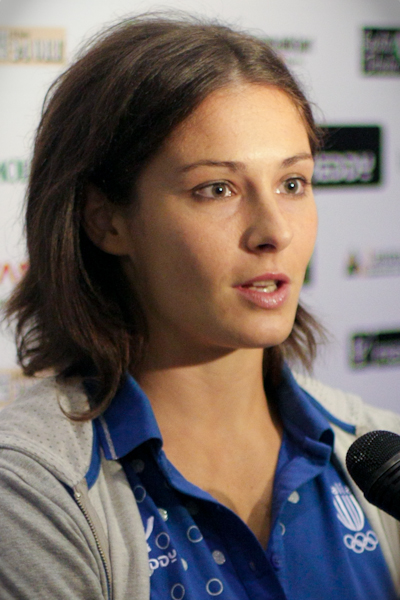
Micol Cattaneo

- Micol Azzurro, showgirl e attrice italiana
- Micol Cattaneo, ostacolista italiana
- Micol Corsiani, calciatrice italiana
- Micol Fontana, stilista e imprenditrice italiana
- Micol Olivieri, attrice italiana

### Variante Michal
- Michal Epstein, cestista israeliana
- Michal Rovner, artista israeliana

## Il nome nelle arti
- La moglie del re David viene chiamata Micol da Dante Alighieri, che la inserisce nella Divina Commedia, Purgatorio - Canto decimo.
- Il personaggio biblico di Micol è presente nella tragedia di Vittorio Alfieri Saul.
- Micol è un personaggio del film del 1992 Quattro figli unici, diretto da Fulvio Wetzl.
- Micol è un personaggio della telenovela Amo de casa.
- Micòl Finzi-Contini è un personaggio del romanzo di Giorgio Bassani Il giardino dei Finzi-Contini, e dell'omonimo film da esso tratto, diretto da Vittorio De Sica.